# Меоре-Саламалейки
Меоре-Саламалейки (груз. მეორე სალამალეიქი, азерб. Salamməlik или Yuxarı Salamməlik) — село в подчинении сельской административно-территориальной единицы Карабулахи Дманисского муниципалитета, края Квемо-Картли республики Грузия со 100 %-ным азербайджанским населением. Находится в юго-восточной части Грузии, на территории исторической области Борчалы.

## История
Среди местного населения распространено также второе название села - «Гашгатала» (азерб. «Qaşqatala»).

### Топоним
Топоним села Саламалейки (азерб. Salamməlik) в переводе с азербайджанского языка на русский язык означает «Салам алейкум (Здравствуйте)».

## География
Село находится в 28 км от районного центра Дманиси, на высоте 1450 метров от уровня моря.

## Население
По переписи населения 2014 года численность населения села Меоре-Саламалейки составила 16 жителей.

## Экономика
Население в основном занимается овцеводством, скотоводством и овощеводством.